# Tribonaccital
Tribonaccital liknar Fibonaccital, men istället för att börja med två förutbestämda termer, startar talföljden med tre förutbestämda termer och varje term efteråt är summan av de tre föregående termerna.
De första tribonaccitalen är:
0, 0, 1, 1, 2, 4, 7, 13, 24, 44, 81, 149, 274, 504, 927, 1705, 3136, 5768, 10609, 19513, 35890, 66012, 121415, 223317, 410744, 755476, 1389537, 2555757, 4700770, 8646064, 15902591, 29249425, 53798080, 98950096, 181997601, 334745777, 615693474, 1132436852, … (talföljd A000073 i OEIS)
Tribonaccikonstanten {\displaystyle {\tfrac {1+{\sqrt[{3}]{19+3{\sqrt {33}}}}+{\sqrt[{3}]{19-3{\sqrt {33}}}}}{3}}} är förhållandet mot vilket intilliggande tribonaccital konvergerar. Det är en rot till polynomet x3 − x2 − x − 1, cirka 1,83929 (talföljd A058265 i OEIS), och uppfyller även ekvationen x + x−3 = 2.
Tribonaccitalen ges också av:
{\displaystyle T(n)=\left\lfloor 3\,b{\frac {\left({\frac {1}{3}}\left(a_{+}+a_{-}+1\right)\right)^{n}}{b^{2}-2b+4}}\right\rceil }
där {\displaystyle \lfloor \cdot \rceil } betecknar närmsta heltalsfunktion och
{\displaystyle a_{\pm }=\left(19\pm 3{\sqrt {33}}\right)^{1/3}}
{\displaystyle b=\left(586+102{\sqrt {33}}\right)^{1/3}}